# استان چیریکی
استان چیریکی (به اسپانیایی: Provincia de Chiriquí) یکی از استان‌های پاناما است. استان چیریکی ۶٬۴۹۰٫۹ کیلومتر مربع مساحت و ۴۱۶٬۸۷۳ نفر جمعیت دارد.